# 杜旻
杜旻（1471年—1542年），字德仁，别號秋山，直隸山陽縣人，錦衣衛官籍。明朝政治人物。

## 生平
弘治五年（1492年）壬子科順天府鄉試第十一名舉人。弘治六年（1493年）中式癸丑科會試第一百十五名，三甲第十名進士。授行人司行人，三奉使命，十四年四月选授四川道試御史，十七年巡按陕西甘肃，丁外艰归。服阕，掌河南道，正德四年（1509年）九月升山东按察司佥事，兵备临清，六年三月賊攻山東金鄉縣，分守參政史學与分巡僉事杜旻棄城而逃，被巡鹽御史高公韶上疏弹劾，二人被錦衣衛戴至京城鞫治，落職為民。十二年二月杜旻奏辯職非守土，都察院議覆，令降一級別用，左遷河南鄭州知州。再丁内艰，服阕，轉河南府同知，嘉靖初官至大同府知府，三年（1524年）七月升河東陕西都轉運鹽使司運使，在任一年，致仕歸。嘉靖二十一年卒，享年七十二。

## 家族
曾祖杜保，南京留守右衛千戶；祖父杜方，贈千戶；父杜春，號友雲，以武功占籍錦衣衛，累官至副千戶。前母陳氏、楊氏；母江氏，封宜人。具庆下。兄杜昇，號松軒，襲錦衣衛副千户。從兄亨、義、昱、禮。弟昶。侄子杜承宗，登庚辰武舉，晋官錦衣衛指挥管卫事。杜承文，登戊子科舉人，历官河间府同知。次承章、承恩。